# Худанин, Александр Евдокимович
Алекса́ндр Евдоки́мович Худа́нин (ноябрь 1884, Гладкий Мыс, Вятская губерния — 1919, Крым) — революционер, большевик, участник Гражданской войны, борец за установление Советской власти на юге России, один из её руководителей.

## Биография
Родился в ноябре 1884 года в деревне Гладкий Мыс Вятской губернии. По происхождению из крестьян. Получил домашнее образование. В 1891 году семья Худаниных, спасаясь от голода, переселилась в Мотовилиху. Поступил в ученики к сапожнику, одновременно учился на вечерних рабочих курсах при воскресной школе. С 15 лет — член подпольного социал-демократического кружка, занялся распространением листовок среди рабочих. В 1903 г. был впервые арестован за перевозку нелегальной литературы. Но прямых улик не имелось, полиция была вынуждена его освободить. С 1903 г. (по другим данным с 1904 г.) — член РСДРП, меньшевик, затем большевик. Участник революции 1905—1907 гг. В ноябре 1907 г. арестован вновь, как работник нелегальной типографии. Позднее перебрался на Кубань, где установил связь с местными большевиками. Летом 1913 г. по указанию екатеринодарской организации поселился в г. Новороссийске. Руководил восстановлением большевистской организации города, в результате чего партия смогла проводить свою политику в легальных организациях: профсоюзах, больничных кассах, потребительском обществе «Союз труда». В 1916 г. новороссийские большевики приступили к организации подпольной типографии, но инициативная группа в составе 12 человек была арестована.
Худанин до 4 марта 1917 года сидел в Новороссийской тюрьме. Сразу же после освобождения приступил к формированию легальной городской большевистской организации. В марте 1917 — августе 1918 г. — председатель Новороссийского комитета РСДРП(б). В Октябрьские дни 1917 — член городского военно-революционного комитета (ВРК). С декабря 1917 по август 1918 г. — член Центрального Исполнительного Комитета (ЦИК) Советов Черноморской губернии (с марта 1918 г. — Черноморской советской республики) и председатель Ревтрибунала, с июля — член Северо-Кавказского крайкома РКП(б). После занятия Новороссийска войсками Добровольческой армии в августе 1918 года скрылся в Крыму и находился там на подпольной работе, возглавляя Алуштинский подпольный комитет РКП(б). В июне 1919 г. участник обороны Симферополя. После занятия Крыма Вооружёнными силами Юга России попал в плен и был казнён.

## Память
Улица в Новороссийске.
Обелиск павшим революционерам А. А. Рубину, А. Е. Худанину, А. Ю. Губернскому и Х. А. Скобликову установлен в Новороссийске на улице Новороссийской Республики.